# Costa (Rois)
Costa (llamada oficialmente San Miguel de Costa) es una parroquia española del municipio de Rois, en la provincia de La Coruña, Galicia.

## Entidades de población
Entidades de población que forman parte de la parroquia:
- Ferreiros
- Liñares
- O Casal
- O Corgo
- O Pazo
- Pinelas

## Demografía
| Gráfica de evolución demográfica de Costa entre 2000 y 2022 |
|                                                             |
| Datos según el nomenclátor publicado por el INE.            |